# Myrtophila suticollis
Myrtophila suticollis är en insektsart som beskrevs av Brimblecombe 1957. Myrtophila suticollis ingår i släktet Myrtophila och familjen pansarsköldlöss. Inga underarter finns listade i Catalogue of Life.